# Kamienica przy ulicy Brackiej 8 w Krakowie
Kamienica przy ulicy Brackiej 8 – zabytkowa kamienica znajdująca się w Krakowie, w dzielnicy I przy ulicy Brackiej, na Starym Mieście.

## Historia
Kamienica została wzniesiona w XIV wieku. W XV wieku została rozbudowana do rozmiarów typowej kamienicy krakowskiej. W czasach nowożytnych była siedzibą cechów: złotników i kowali. Budynek spłonął podczas wielkiego pożaru Krakowa w 1850. Odbudowany został w obecnej formie. W 2017 kamienica przeszła remont konserwatorski.
20 czerwca 1967 kamienica została wpisana do rejestru zabytków. Znajduje się także w gminnej ewidencji zabytków.

## Architektura
Kamienica posiada trzy kondygnacje. Fasada jest trójosiowa, o prostym wystroju. W partii parteru obłożona została płytami ze sztucznego kamienica. W trzeciej osi parteru znajduje się pozbawiona portalu brama. Parter i pierwsze piętro oddzielone są od siebie gzymsem. Okna pierwszego i drugiego piętra posiadają proste obramienia oraz gzymsy nadokienne. Budynek wieńczy gzyms koronujący.